# Reserva Nacional Estratégica
La Reserva Nacional Estratégica de Estados Unidos (en inglés, the Strategic National Stockpile, SNS), originalmente denominada Reserva Farmacéutica Nacional (en inglés, National Pharmaceutical Stockpile, NPS), es el depósito nacional de Estados Unidos de antibióticos, vacunas, antídotos químicos, antitoxinas y otros suministros médicos críticos. Como se indica en su página web:
"La función de la Reserva Nacional Estratégica es complementar los suministros estatales (autonómicos) y locales durante las emergencias de salud pública. Muchos Estados también tienen productos almacenados. Los suministros, los medicamentos y los dispositivos para la atención vital contenidos en la reserva pueden utilizarse como un amortiguador provisional a corto plazo, cuando el suministro inmediato de cantidades adecuadas de estos materiales puede no estar disponible de inmediato."
En al menos 10 informes gubernamentales entre 2003 y 2015, los funcionarios federales predijeron que Estados Unidos experimentaría una escasez de respiradores y otros suministros médicos si se enfrentaba a un brote de enfermedades infecciosas a gran escala.

## Ubicaciones
El suministro real de drogas y provisiones que conforman el SNS se encuentra en doce ubicaciones secretas situadas estratégicamente en todo Estados Unidos. Los lugares parecen ser almacenes comerciales ordinarios. Dentro de los almacenes, los suministros se apilan en estanterías que pueden medir cinco pisos de altura. Personal armado vigila el contenido de los almacenes y, según NPR en 2020, durante la pandemia de COVID-19, "hileras de respiradores, que pueden ayudar a las personas que tienen problemas para respirar, se mantienen cargados y listos para funcionar en cualquier momento..."

## Composición
El SNS cuenta con una serie de elementos que serían útiles para la población en general, en caso de un brote generalizado de enfermedad.

### Paquete de empuje de 12 horas
Cada paquete de empuje pesa unos 45.000 kg. Su contenido incluye antibióticos orales e intravenosos de amplio espectro, medicamentos de emergencia, fluidos y kits intravenosos, equipos para vías respiratorias, vendas, vacunas, antitoxinas y respiradores. El material se despliega en camiones y aviones no identificados, en un plazo de 12 horas a partir de la recepción de una solicitud por parte de los Centros para el Control y Prevención de Enfermedades (CDC). El Servicio de Alguaciles de los Estados Unidos proporciona seguridad armada desde estos sitios federales hasta los destinos locales. El SNS cuenta con suficientes vacunas y contramedidas en sus reservas, incluyendo 300 millones de cursos de tratamiento contra la viruela y suficiente vacuna contra el ántrax para manejar un incidente en tres ciudades.

### CHEMPACK
Los CHEMPACKs contienen antídotos contra agentes nerviosos para ayudar en caso de un ataque con agentes nerviosos o un accidente industrial. En 2015, había 1.960 CHEMPACKs desplegados en más de 1.340 lugares de cada Estado y territorio de Estados Unidos.

## Historia

### Era de Guerra Fría
Durante la primera década de la Guerra Fría, Estados Unidos acumuló una reserva médica de defensa civil en 32 instalaciones de almacenamiento. Los suministros comenzaron a degradarse en la década de 1960, y fueron eliminados y el programa de reservas cerró en 1974.

### Clinton Administración
En abril de 1998, el presidente Bill Clinton leyó la novela de Richard Preston "The Cobra Event", un libro de ficción sobre un científico loco que propaga un virus por toda la ciudad de Nueva York. A raíz de ello, Clinton celebró una reunión con científicos y funcionarios del gabinete para discutir la amenaza del bioterrorismo. Quedó tan impresionado que pidió a los expertos que se reunieran con altos cargos del Departamento de Defensa y del Departamento de Salud y Servicios Humanos. En ese momento, el gobierno tenía reservas de medicamentos para el personal militar, pero no las tenía para los civiles. Poco después, The Washington Post escribió que Clinton sorprendió a muchos en Washington por la rapidez con la que él y su Consejo de Seguridad Nacional habían actuado para cambiar esa situación. En octubre, Clinton promulgó un nuevo presupuesto de 51 millones de dólares para el almacenamiento de productos farmacéuticos y vacunas a cargo al CDC.
El Congreso de EE. UU. asignó fondos al CDC para crear una reserva farmacéutica y de vacunas para hacer frente a las amenazas biológicas y químicas de enfermedades que pudieran afectar a un gran número de la población civil de EE. UU., en la Ley Pública 105-277 de 21 de octubre de 1998. El nombre original era el de Programa de Reservas Farmacéuticas Nacionales (NPS), pero desde la autorización original se han añadido materiales adicionales a las reservas

### Bush Administración
El gobierno federal puso en marcha un plan de pandemia para la distribución de equipos de protección personal (EPP) de la Reserva Nacional Estratégica, en coordinación con los esfuerzos públicos y privados.
El 1 de marzo de 2003, el NPS pasó a llamarse Programa de Reservas Nacionales Estratégicas (SNS) con una gestión conjunta por parte del Departamento de Seguridad Interior y el Departamento de Salud y Servicios Humanos.
En 2005, y como preparación para una previsible pandemia de gripe, la administración Bush pidió que se coordinara la producción nacional y el almacenamiento de equipos personales de protección. En 2006, el Congreso de EE. UU. financió la integración de los equipos de protección en una Reserva Nacional Estratégica: se adquirieron y añadieron 52 millones de mascarillas quirúrgicas y 104 millones de mascarillas de filtración de aire N95.
Emergencia de Salud Pública enumera los despliegues a gran escala del SNS en respuesta a las emergencias.
El SNS desplegó con éxito "paquetes de empuje" de 12 horas a la Ciudad de Nueva York y Washington D. C., en respuesta a los ataques terroristas del 11 de septiembre de 2001 e  inventario gestionado (managed inventory, MI) a numerosos lugares en respuesta a los ataques terroristas de ántrax de 2001.
Tras la llegada de los huracanes Katrina y Rita a la costa del Golfo de Misisipi y Luisiana en septiembre de 2005, los CDC desplegaron los activos del SNS, la asistencia técnica y las unidades de respuesta, además de los recién creados y rápidamente desplegables "puestos médicos federales de contingencia" en lugares aprobados por el Estado, cerca o en las zonas de desastre. Las estaciones de contingencia, que más tarde pasaron a llamarse estaciones médicas federales (FMS), son depósitos de equipos y suministros proporcionados por el SNS, instalados en "edificios de oportunidad" locales y dotados de personal médico local o federal para proporcionar triaje, atención de baja agudeza y retención temporal de pacientes desplazados para los que los sistemas locales de atención aguda están dañados o destruidos.

### Obama Administración
Desde el despliegue original tras el huracán Katrina, los FMS se han desplegado para apoyar otras respuestas a catástrofes importantes, incluida la supertormenta Sandy. El programa FMS es una colaboración entre los CDC y la Oficina de Gestión de Emergencias, dependiente del Subsecretario de Preparación y Respuesta del HHS. En 2014, en respuesta a los comentarios de las partes interesadas, se desarrolló y puso a disposición un depósito de 50 camas del FMS, además del FMS original de 250 camas.
El SNS liberó una cuarta parte de su inventario de medicamentos antivirales (Tamiflu y Relenza), equipos de protección personal (EPP) y dispositivos de protección respiratoria, para ayudar a todos los Estados norteamericanos a responder al brote de 2009 de gripe porcina H1N1 en Estados Unidos.
Tras la pandemia de gripe de 2009, en la que se distribuyeron decenas de millones de mascarillas, las restricciones fiscales impuestas por el presupuesto anual de 600 millones de dólares de la agencia llevaron a los funcionarios a decidir que reponer un gran inventario de mascarillas N95 era menos prioritario que almacenar otros equipos y medicamentos para enfermedades y catástrofes.
En 2016, un reportero de la National Public Radio recorrió uno de los almacenes secretos, e informó sobre la reserva de 7.000 millones de dólares, y su propósito.

### Administración de Trump
Durante la administración de Trump, este afirmó falsamente que su administración heredó una reserva "vacía" de la administración anterior.
En los años desde 2017 hasta 2019, la administración Trump no se abasteció de máscarillas y otros suministros. En mayo de 2020, en una reunión del subcomité de la Cámara de Representantes, el Dr. Rick Bright, anterior director de la Autoridad de Investigación y Desarrollo Biomédico Avanzado del Departamento de Salud y Servicios Humanos, explicó que la administración Trump había ignorado sus primeras advertencias de abastecerse de máscarillas y otros suministros para combatir el coronavirus.
La Oficina del Subsecretario de Preparación y Respuesta (ASPR) del Departamento de Salud y Servicios Humanos ha gestionado la Reserva Nacional Estratégica desde el 1 de octubre de 2018. Anteriormente, la reserva era gestionada por los Centros para el Control y la Prevención de Enfermedades (CDC).
Antes del 3 de abril de 2020, la función de la reserva era apoyar a los responsables estatales, locales, tribales y territoriales, proporcionando productos farmacéuticos y suministros médicos que podrían salvar vidas, para su uso en una emergencia de salud pública lo suficientemente grave como para que se agoten los suministros locales. Su función actual es actuar como un suplemento nacional de medicamentos y equipos médicos a los suministros de un Estado, actuando como un "amortiguador de parada" cuando "el suministro inmediato de cantidades adecuadas de estos materiales puede no estar disponible inmediatamente...".
A partir de 2020, el SNS contiene suministros de emergencia por valor de entre 7.000 y 8.000 millones de dólares, almacenados en almacenes secretos situados estratégicamente por todo el país. El 10 de marzo de 2020 se informó de que la pandemia de COVID-19 ya había "puesto a prueba los almacenes de máscarillas, medicamentos y equipos médicos" que se encontraban en las reservas.

#### Pandemia de coronavirus 2020
El SNS participó en la provisión de suministros para los esfuerzos de repatriación de los empleados del Departamento de Estado desde China y Japón, durante las primeras etapas de la epidemia de COVID-19 y envió miles de máscarillas N95 a los Estados de Washington, Massachusetts y Nueva York, en un esfuerzo por responder a los "puntos calientes" de COVID-19, cuando comenzó la propagación comunitaria en los Estados Unidos. Tiene almacenadas 13 millones de mascarillas, pero ha hecho un pedido de 500 millones más para septiembre de 2021. Además, el SNS fue criticado durante la pandemia de COVID-19 por contener millones de mascarillas ya caducadas. En marzo de 2020, la reserva estratégica nacional contaba con 40 millones de mascarillas, mientras que se esperaba que fueran necesarias 100 veces más para hacer frente a la crisis pandémica.
El 29 de marzo de 2020, el HHS aceptó una donación de 30 millones de dosis de sulfato de hidroxicloroquina de Sandoz y un millón de dosis de Resochin (fosfato de cloroquina) de Bayer Pharmaceuticals para su uso en el tratamiento de pacientes hospitalizados de COVID-19 o en ensayos clínicos. El SNS trabajará con la Agencia Federal de Gestión de Emergencias (FEMA) para entregar las dosis a los Estados.
El 1 de abril de 2020, funcionarios del Departamento de Seguridad Nacional dijeron a los periodistas que el conjunto de equipos de protección personal almacenado por el SNS estaba casi agotado, debido a la pandemia de COVID-19 en los Estados Unidos. Esto fue confirmado posteriormente por el presidente Donald Trump. Los EPIs del SNS se enviaron directamente a los centros sanitarios de todo el país.
Durante la pandemia de COVID-19, los Estados criticaron la falta de disponibilidad de suministros médicos de la reserva federal. En una conferencia de prensa en la Casa Blanca el 2 de abril de 2020, el asesor principal Jared Kushner comentó que "la noción de la reserva federal se supone que es nuestra reserva. No se supone que sean las reservas de los Estados que luego las usen". La idea de que la reserva no era un respaldo para los Estados que se quedasen sin suministros, fue discutida por la gobernadora de Kansas, ,, entre otros.
La descripción de la reserva, tal y como aparece en su página web, se modificó al día siguiente de las declaraciones de Kushner para alinearse mejor con ellas, de:
"La Reserva Nacional Estratégica es el mayor suministro de productos farmacéuticos y suministros médicos que salvan vidas para su uso en una emergencia de salud pública, lo suficientemente grave como para que se agoten los suministros locales. Cuando los responsables estatales, locales, tribales y territoriales solicitan asistencia federal para apoyar sus esfuerzos de respuesta, la reserva garantiza que los medicamentos y suministros adecuados lleguen a quienes más los necesitan durante una emergencia. Organizado para una respuesta escalable a una variedad de amenazas a la salud pública, este depósito contiene suficientes suministros para responder a múltiples emergencias a gran escala simultáneamente."
A: 
"La función de la Reserva Nacional Estratégica es complementar los suministros estatales y locales durante las emergencias de salud pública. Muchos estados también tienen productos almacenados. Los suministros, los medicamentos y los dispositivos para la atención vital contenidos en la reserva pueden utilizarse como un amortiguador provisional a corto plazo cuando el suministro inmediato de cantidades adecuadas de estos materiales puede no estar disponible de inmediato."
El Estado de Washington anunció el 5 de abril que devolvería más de 400 respiradores que había recibido de la Reserva "...para ayudar a los Estados que se enfrentan a un mayor número de casos de COVID-19".
El 8 de abril de 2020, el HHS contrató con DuPont la entrega de 2,25 millones de trajes Tyvek al SNS para utilizarlos como EPI para los trabajadores sanitarios de primera línea. El 13 de abril de 2020, el HHS utilizó la Ley de Producción de Defensa (DPA) para contratar la producción de respiradores con General Electric, Hill-Rom, Medtronic, ResMed y Vyaire. Además, contrataron a Hamilton y Zoll para la producción de respiradores sin utilizar la DPA. Se espera que los siete contratos produzcan 137.431 respiradores para finales de 2020, con un coste total de 1.435 millones de dólares.

## Legislación relacionada
La sección 403 de la Ley de Reautorización de la Preparación para la Pandemia y Todos los Peligros de 2013 (H.R. 307; 113.er Congreso) reautorizó a la Reserva Nacional Estratégica para el período comprendido entre el año fiscal 2014 y el año fiscal 2018. Requiere que el Secretario de Salud y Servicios Humanos: 
1. Presente a los comités del Congreso correspondientes, en la medida en que la divulgación de dicha información no comprometa la seguridad nacional, la revisión anual del contenido de las reservas; y
2. Examine y revise el contenido de las existencias para garantizar que se identifique el posible agotamiento de las contramedidas que se encuentran actualmente en las reservas y se aborde adecuadamente, incluso mediante la necesaria reposición.[37]